# حان الوقت (مسلسل)
حان الوقت هو مسلسل كوري جنوبي من بطولة لي سانغ-يون ولي سونغ كيونغ. عرض المسلسل على قناة تي في إن في الفترة من 21 مايو حتى 10 يوليو 2018.

## روابط خارجية
حان الوقت على موقع IMDb (الإنجليزية)
- حان الوقت على موقع كينوبويسك (الروسية)
- حان الوقت على موقع قاعدة بيانات الفيلم (الإنجليزية)